# Episodi di Grey's Anatomy (ottava stagione)
L'ottava stagione della serie televisiva Grey's Anatomy, composta da ventiquattro episodi, è stata trasmessa negli Stati Uniti d'America su ABC dal 22 settembre 2011 al 17 maggio 2012.
In Italia è andata in onda in prima visione dal 9 gennaio al 25 giugno 2012 su Fox Life. In chiaro, la stagione ha debuttato in prima visione in lingua italiana nella Svizzera italiana su RSI LA1 il 7 febbraio 2012; in Italia è invece trasmessa da LA7 dal 23 ottobre 2012.
L'attore Jason Winston George, apparso nella sesta stagione e nel primo episodio della settima, torna a interpretare il ruolo dell'anestesista Ben Warren per un ciclo di episodi. L'attore Scott Foley continua a interpretare il ruolo di Henry Burton fino all'episodio 8x10. Anche Daniel Sunjata torna in questa stagione per interpretare Eli Loyde, l'interesse amoroso della dottoressa Bailey.
Le attrici Chyler Leigh, interprete del personaggio di Lexie Grey, e Kim Raver, interprete del personaggio di Teddy Altman, abbandonano la serie nell'ultimo episodio della stagione.
| nº | Titolo originale         | Titolo italiano                  | Prima TV USA      | Prima TV Italia  |
| -- | ------------------------ | -------------------------------- | ----------------- | ---------------- |
| 1  | Free Falling             | Caduta libera                    | 22 settembre 2011 | 9 gennaio 2012   |
| 2  | She's Gone               | Se n'è andata                    | 22 settembre 2011 | 16 gennaio 2012  |
| 3  | Take the Lead            | Prendi il comando                | 29 settembre 2011 | 23 gennaio 2012  |
| 4  | What Is It About Men     | Che c'è negli uomini...          | 6 ottobre 2011    | 30 gennaio 2012  |
| 5  | Loss, Love and Legacy    | L'amore per un figlio            | 13 ottobre 2011   | 6 febbraio 2012  |
| 6  | Poker Face               | La forza del silenzio            | 20 ottobre 2011   | 13 febbraio 2012 |
| 7  | Put Me in, Coach         | Coach, fammi giocare             | 27 ottobre 2011   | 20 febbraio 2012 |
| 8  | Heart-Shaped Box         | Un cuore in una scatola          | 3 novembre 2011   | 27 febbraio 2012 |
| 9  | Dark Was the Night       | Buia era la notte                | 10 novembre 2011  | 5 marzo 2012     |
| 10 | Suddenly                 | All'improvviso                   | 5 gennaio 2012    | 12 marzo 2012    |
| 11 | This Magic Moment        | Momento magico                   | 12 gennaio 2012   | 19 marzo 2012    |
| 12 | Hope for the Hopeless    | Speranza per chi non ha speranza | 19 gennaio 2012   | 26 marzo 2012    |
| 13 | If/Then                  | E se...                          | 2 febbraio 2012   | 2 aprile 2012    |
| 14 | All You Need Is Love     | Quello che ti serve è l'amore    | 9 febbraio 2012   | 16 aprile 2012   |
| 15 | Have You Seen Me Lately? | Mi hai visto ultimamente?        | 16 febbraio 2012  | 23 aprile 2012   |
| 16 | If Only You Were Lonely  | Facciamo tutto da soli           | 23 febbraio 2012  | 30 aprile 2012   |
| 17 | One Step Too Far         | Un passo di troppo               | 15 marzo 2012     | 7 maggio 2012    |
| 18 | The Lion Sleeps Tonight  | Il leone si è addormentato       | 5 aprile 2012     | 14 maggio 2012   |
| 19 | Support System           | Apparati vitali                  | 12 aprile 2012    | 21 maggio 2012   |
| 20 | The Girl with No Name    | La ragazza senza nome            | 19 aprile 2012    | 28 maggio 2012   |
| 21 | Moment of Truth          | Il momento della verità          | 26 aprile 2012    | 4 giugno 2012    |
| 22 | Let the Bad Times Roll   | Lascia passare i brutti momenti  | 3 maggio 2012     | 11 giugno 2012   |
| 23 | Migration                | La grande migrazione             | 10 maggio 2012    | 18 giugno 2012   |
| 24 | Flight                   | Distacchi                        | 17 maggio 2012    | 25 giugno 2012   |

## Caduta libera
- Titolo originale: Free Falling
- Diretto da: Rob Corn
- Scritto da: Tony Phelan e Joan Rater

### Trama
Meredith viene licenziata per aver interferito con la ricerca scientifica di Derek, nel frattempo un'enorme voragine si apre su Seattle e tutti i medici sono impegnati. April non riesce a farsi ascoltare dai suoi colleghi e Alex capisce di essere la persona più odiata dell'ospedale, come gli fa notare Arizona, dicendogli che lui non ha nessuno che gli copra le spalle. Un uomo rimane intrappolato con la moglie nella voragine ed è costretto ad amputare la gamba della donna, mentre Owen e Callie sono accorsi nel luogo del disastro, ma poiché si ferma arrivato all'osso Owen decide di andare nella voragine nonostante questa non sia sicura e riesce a finire l'amputazione e salvare entrambi. Cristina è ancora sicura della sua decisione riguardo all'interruzione di gravidanza. Janet, l'assistente sociale, cerca di capire la situazione più appropriata per Zola dopo aver scoperto che Meredith è stata licenziata e che lei e Derek si sono lasciati. Meredith dice a Owen che Cristina non ha ancora abortito poiché lo ama, ma di non forzarla in questa gravidanza perché questo la ucciderebbe. Alex chiede al capo di parlare con il consiglio per far riavere il posto a Meredith. Meredith porta via Zola dopo aver parlato con l'assistente sociale per paura che gliela portino via.
- Guest star: Scott Foley (Henry Burton), Mitch Pileggi (Larry Jennings), Jon Schmidt (Logan), Robin Weigert (Karen Lawrence), Mackenzie Astin (Danny Wilson), Amy Price-Francis (Susannah Wilson).
- Musiche: Whatching you watching me di Eric Hutchinson, Gold di Delay Trees, Boundaries di AM, Bok of stones di Benjamin Francis Leftwich, Bit your lip dei New Cassettes.
- Riferimento del titolo: è riferito alla canzone di Tom Petty.
- Ascolti USA: telespettatori 10.380.000[5]

## Se n'è andata
- Titolo originale: She's Gone
- Diretto da: Rob Corn
- Scritto da: Debora Cahn

### Trama
La Bailey e la Torres hanno intenzione di fare un Gunther (far operare gli specializzandi del quinto anno tutti insieme sotto la supervisione di uno strutturato, in questo caso la Torres) e grazie a questa operazione emergerà lo specializzando con più carisma. Henry arriva in ospedale per l'inserimento del nuovo apparecchio pancreatico da parte di Webber. Derek viene informato del rapimento della figlia a opera di Meredith. Webber obbliga la Bailey ad assistere all'inserimento del dispositivo nei topi, questo perché ha intenzione di affidarle la ricerca dopo aver detto al consiglio, mentendo, di essere stato lui a ordinare a Meredith di dare il farmaco ad Adele al posto del placebo. Durante il Gunther Cristina per errore fa un'iniezione ad Alex che sviene, così dall'operazione emerge che lo specializzando con più carisma è Avery. Durante l'operazione di Henry, Webber lascia operare la Bailey. Teddy ha ormai perdonato Cristina, ma la irrita ponendole domande basilari; la Yang è sempre stata molto dotata, e nessuno si è mai accertato che le sue basi fossero salde. Alex fa pace con Cristina. Meredith chiama Alex che l'aiuta a far finta di aver portato la bambina a fare degli esami, l'assistente sociale ci crede ma ormai ha lanciato degli allarmi e deve quindi portare via la bambina prima della decisione. Owen accompagna Cristina ad abortire. Infine Alex riesce a farsi perdonare da Meredith e accompagna Meredith in lacrime per aver perso Zola fuori dall'ospedale.
- Guest star: Scott Foley (Henry Burton), Mitch Pileggi (Larry Jennings), Jon Schmidt (Logan), Robin Weigert (Karen Lawrance), Mackenzie Astin (Danny Wilson), Amy Price-Francis (Susannah Wilson).
- Musiche: Atlas Hands di Benjamin Francis Leftwich, Jungle di Emma Louise, Thinking about you dei Big Scary.
- Riferimento del titolo: è riferito alla canzone di Steel Heart.
- Ascolti USA: telespettatori 10.380.000[5]

## Prendi il comando
- Titolo originale: Take the Lead
- Diretto da: Chandra Wilson
- Scritto da: William Harper

### Trama
Webber si dimette da capo passando il testimone a Owen e la Bailey ne rimane sconvolta, così Hunt cerca in tutti i modi di ingraziarsela, non riuscendoci. È il giorno in cui gli specializzandi del quinto anno diventano chirurghi, e ognuno di loro avrà un'operazione. April mostra loro l'orario per i laboratori chirurgici della settimana, però i 5 fanno una scommessa: chi opererà peggio farà il turno l'intero mese. Alex si toglie dall'intervento della Robbins per quello di Jackson, più facile e meno rischioso, la paziente di Cristina, che doveva ricevere un intervento al cuore, deve anche subire un'appendicectomia che la Altman la costringe a eseguire, Kepner è costretta a fare da assistente ad Alex perché non trova nessuno per sostituirla e perde la sua operazione. Cristina e Teddy durante l'intervento non si ricordano più la procedura così gli viene detta da un'infermiera. Jackson viene convinto dalla Robbins a far operare Sloan. Alex, durante la sua operazione trova troppo tessuto morto, decide così di richiudere e lasciarlo quindi morire. Meredith conclude con successo la sua operazione pur non seguendo i consigli di Derek. La scommessa viene persa quindi da Avery che non ha nemmeno toccato il paziente. Tornati a casa, Meredith e Derek litigano nuovamente: anche se le decisioni di Meredith hanno effettivamente salvato la paziente, Derek è furioso che lei, di nuovo, ha corso un grave rischio come se non avesse pensato alle conseguenze. Alla fine i due capiscono che lui, dopo quello che Meredith ha combinato con il trial, Adele e con Zola, di non riuscire più a fidarsi di lei al lavoro,  pur comprendendo le sue ragioni, quindi per continuare la loro relazione, non devono più lavorare assieme, mentre Cristina e Owen riescono finalmente a parlare.
- Guest star: Ken Weiler (Rob Colvin).
- Musiche:- Don't Stop (Color on The Walls) dei Foster The People, Opus Orange,Nothing But Time degli Opus Orange, Each Other Brother di Mozella, Rain Setting Out in The Leaf Boat degli The Innocence Mission, Lost and Found  di Katie Herzig.
- Riferimento del titolo: si riferisce alla canzone dei Bone Thugs-n-Harmony
- Ascolti USA: telespettatori 10.200.000[6]

## Che c'è negli uomini...
- Titolo originale: What Is It About Men
- Diretto da: Tom Verica
- Scritto da: Stacy McKee

### Trama
Meredith lascia neurochirurgia e il suo posto viene preso momentaneamente da Alex, che deve accumulare ore in questo campo. Derek però "fa la corte" ad Avery attirando l'ira di Mark, perché Avery è il suo specializzando. Quest'ultimo è attirato da neurochirurgia per il semplice fatto che lì opererebbe, mentre con Mark sta solo a guardare. Richard si rende conto che fare soltanto da supervisore durante le operazioni non gli "dà la gioia", Alex se ne accorge e lo invita a operare un paziente che è stato aggredito da un altro paziente al pronto soccorso. Nell'ospedale intanto viene fatta una scommessa su quanto tempo Owen resisterà, Derek ha scommesso che resisterà sei mesi, perciò gli dice che deve tenere duro. Mentre Mark è al telefono con Callie, che è partita con Arizona per una conferenza, la piccola Sofia cade dal divano, così lui, in preda al panico perché non piange, la fa visitare da Alex che gli dice che la piccola non piange perché è un bravo padre. Quasi tutti gli uomini di chirurgia si ritrovano nella casa che Derek sta costruendo nel bosco perché martellare il portico li tranquillizza.
- Guest star: Jason George (Dr. Ben Warren), Daniel Sunjata (Infermiere Eli Loyde), Todd Bonopane (Greg), Matt Doherty (Carter), Jeremy Howard (Keith Htichens), Jayden Lund.
- Musiche: Devil Takes Her Man di Miss Li, Tokyo! di Josh Ritter, Cheap Music degli Handsome Furs, Dear Mr. President dei Fitz and The Tantrums, Future Starts Slow dei The Kills, Goshen dei Beirut, Hold On To Your Friends di Toro y Moi, That Is To Say degli Opus Orange.
- Riferimento del titolo: si riferisce alla canzone di Amy Winehouse
- Ascolti USA: telespettatori 8.500.000[7]
- In questo episodio le voci narranti sono quelle degli uomini (Derek, Richard, Jackson, Mark, Owen, Alex).

## L'amore per un figlio
- Titolo originale:Loss, Love and Legacy
- Diretto da: Stephen Cragg
- Scritto da: Denise Hahn

### Trama
La madre di Avery arriva in città per effettuare il primo trapianto al mondo di pene, per scegliere i suoi assistenti fra gli specializzandi fa una gara e i vincitori sono Meredith e Jackson. Avery per non permettere alla madre di intromettersi nella sua vita privata manda Lexie fuori città, a trovare la sorella. All'operazione partecipa anche Mark convinto che la chirurgia plastica sia una soluzione migliore. Nel frattempo in ospedale arriva Zola con un'ostruzione intestinale causata probabilmente dallo shunt messo in precedenza da Derek, l'assistente sociale fa chiamare Arizona e Alex dicendogli di non informare però Meredith e Derek, Alex per liberarsi di questo peso informa Cristina che decide dopo un ulteriore aggravamento della bambina di informare anche Meredith e Derek. La Bailey intanto incontra nuovamente Ben, capisce di amarlo ancora e lascia quindi Eli. Meredith abbandona quindi l'operazione e il suo posto viene preso da April che però mentre è distratta rompe una vena. La vena viene prontamente ricostruita da Jackson su supervisione di Mark grazie alla chirurgia plastica e l'operazione ha successo. Intanto Derek e Meredith vengono visti in lacrime dall'assistente sociale che capisce che i due sanno di Zola ma fa finta di niente. Durante la notte Cristina accudisce Zola e chiama i due genitori per farle cantare la ninna nanna. Intanto Henry e Teddy organizzano una cena per inaugurare la nuova cucina a cui invitano tutti i chirurghi eccetto Mark che dovrà fare da babysitter, alla cena si presentano però solo Arizona, Callie, Miranda e Owen. Arizona dopo l'esperienza con Zola chiede a Callie un certificato che attesti che Sofia è anche figlia sua.
- Guest star: Jason George (Dr. Ben Warren), Daniel Sunjata (Infermiere Eli), Debbie Allen (Dr. Catherine Avery), Mason McCulley (Ryan), Robert Hoffman (Chad), Scott Foley (Henry Burton).
- Musiche: Anyone's Ghost dei The National, Abducted dei Cults, Hit It di Miss Li, Echoes dei Mostar Diving Club, Chameleon/Comedian di Kathleen Edwards.
- Riferimento del titolo: si riferisce alla canzone di Kelly Minter.
- Ascolti USA: telespettatori 9.972.000[8]

## La forza del silenzio
- Titolo originale: Poker Face
- Diretto da: Kevin McKidd
- Scritto da: Peter Nowalk

### Trama
La Bailey scopre che il 20% dei topi con l'impianto ha ancora il diabete ma non vuole dirlo a Webber; intanto la Kepner, che si occupa del trial assieme alla Bailey, chiede aiuto a Meredith. Richard, dopo averlo saputo, chiede alla Grey di dirgli ciò che sa. Meredith scopre che l'impianto non c'entra nulla ma sono le cellule che vengono rigettate. La Bailey, ancora arrabbiata con Meredith per aver manipolato la ricerca sull'Alzheimer, dopo aver scoperto che è stata coinvolta nella sua ricerca estromette April dal trial. Mark e Arizona vanno molto d'accordo e passano il tempo a cucinare, infastidendo Callie perché non ha più un momento per stare da sola con Arizona. Owen impone agli specializzandi un massimo di dieci insuccessi in sala operatoria per via degli esami finali. Cristina, ancora senza insuccessi, è di turno in ortopedia e deve operare una Spondilosi cervicale ovvero deve fare un collo nuovo a un ragazzo con un triplo intervento in tre giorni. Durante uno degli interventi, Cristina propone una via alternativa con molta insistenza e si estromette dal caso per paura di collezionare il suo primo insuccesso, ma l'intervento riesce con successo. Meredith intanto passa a ostetricia e fa nascere la bambina di una donna con un tumore a farfalla. Lexie è passata a neurochirurgia e non riesce a stare al passo con Derek, così, obbligata da Meredith, gli propone il caso del tumore a farfalla che tutti hanno giudicato inoperabile. Meredith convince il padre della bambina appena nata, contrario all'intervento, a far operare la moglie e l'intervento riesce. Alex, che ha cinque risultati negativi, è a cardiologia per la settimana e deve effettuare una sostituzione della valvola aortica di un uomo di settantuno anni che però si rifiuta perché non vuole avere cicatrici troppo vistose e richiede la TAVI, una procedura sperimentale che lascia solo una cicatrice nell'inguine. Alex si rifiuta di operarlo con tale procedura e viene estromesso dal caso. Intanto Cristina e Owen passano il tempo a copulare in ospedale senza parlare, alla fine della giornata però Hunt le dice che non possono più farlo in ospedale per via della sua nuova posizione di capo e le propone di andare a cena; la Yang però, non vuole passare il tempo con Hunt a parlare e così gli propone semplicemente di fare ciò che facevano in ospedale a casa.
- Guest star: Lee Majors (Chuck Kane), Marilu Henner (Mrs. Moser), Dash Mihok (Clay), Joelle Carter (Mary), Sam McMurray (Mr. Moser), Jake Abel (Tyler Moser).
- Musiche: Holy Moses di Washington, Daydreams di Olivia Broadfield, Blood Bank di Bon Iver, Got It, Lost It dei Big Scary, For You di Tin Sparrow.
- Riferimento del titolo: si riferisce alla canzone di Lady Gaga
- Ascolti USA: telespettatori 9.360.000[9]

## Coach, fammi giocare
- Titolo originale: Put Me in, Coach
- Diretto da: Debbie Allen
- Scritto da: Jeannine Renshaw

### Trama
Tutto l'episodio gira intorno a una partita di baseball tra i medici del Seattle Grace - Mercy West e quelli del Seattle Presbyterian. Hunt infatti focalizza la sua attenzione sul lavoro di squadra e questo campionato lo aiuterà. Mark in campo si mostrerà molto affettuoso con la sua nuova fiamma, una dottoressa del Presbyterian. Lexie ingelosita, dapprima cerca di trattenersi, ma poi a fine episodio esternerà la sua gelosia lanciando una palla alla ragazza. Avery capisce perciò che Lexie è ancora innamorata di Mark. Meredith e la dottoressa Bailey hanno uno scontro verbale in campo e Richard le divide costringendole a lavorare insieme. Intanto arriva la richiesta della documentazione medica di Zola da parte dei servizi sociali per farla curare in un altro ospedale, perché curarla al Seattle Grace Mercy West creerebbe conflitto di interessi. Alex, infastidito dal fatto che la bambina oltre ad aver perso temporaneamente i genitori perderà pure i medici, si fa in quattro per parlare con il giudice a cui è stato affidato il caso. Christina chiamata nella sala operatoria di Callie, che è assistita da April, lascia che quest'ultima operi l'uomo al cuore e lei l'aiuta assistendo. Per aver fatto ciò la Altman le dice "Hai finito": la Yang non ha così più niente da imparare perché ha finalmente imparato il lavoro di squadra e la Altman le chiede di fare una lista degli interventi che vorrebbe fare. L'episodio si conclude con la partita di baseball che viene persa, ma in realtà sono tutti vincitori. Derek riceve un sms dall'assistente sociale che gli dice che è stata fissata l'udienza per l'affido di Zola.
- Guest star: Ernie Hudson (Dr. Brad McDougall), Drew Powell (Carl Shatler), Judith Moreland (Mrs. Baer), Holley Fain (Julia), Jeff Holman (Mr. Felker), Scott Foley (Henry Burton).
- Musiche: Mix Tape dei Big Scary, Rock Bottom di Pablo Sebastian, High Road dei Tennis.
- Riferimento del titolo: si riferisce alla canzone di John Fogerty
- Ascolti USA: telespettatori 9.930.000[10]

## Un cuore in una scatola
- Titolo originale: Heart-Shaped Box
- Diretto da: Jessica Yu
- Scritto da: Austin Guzman

### Trama
È il giorno prima dell'udienza per l'affidamento di Zola. Meredith è preoccupata per quello che dovrà dire ma Derek la tranquillizza perché diranno quello che gli viene dal cuore. In ospedale Avery ha delle difficoltà a lavorare con Mark perché adesso lo vede come rivale sentimentale, così cede il suo posto ad Alex, che è stato temporaneamente liquidato dalla dottoressa Arizona per l'arrivo di Polly Preston, un'importante pediatra. Derek ha per le mani il caso di una scrittrice con aneurismi al cervello che hanno iniziato a sanguinare e perciò minacciano di scoppiare. La scrittrice, però, non vuole farsi operare finché non avrà terminato il libro che sta scrivendo (l'ultimo della serie). Lexie, nel cercare di convincerla a operarsi, viene "ingaggiata" dalla donna come dattilografa, ma mentre sta dettando un aneurisma scoppia e viene operata con risultati ottimi. Al risveglio la scrittrice rivela a Lexie di aver sognato il prosieguo del suo libro, che perciò non sarà l'ultimo. Lexie è allo stesso tempo felice e triste perché la protagonista, con la sua storia, assomiglia a lei, che nel frattempo è stata lasciata da Avery, il quale ha capito che lei non riesce a dimenticare Mark e quindi lui ha deciso di non mettere l'amore davanti alla carriera.
Intanto si procede al prelievo di un cuore che viene poi messo in una scatola che gli pompa sangue per mantenerlo "vivo" perché il paziente che doveva riceverlo ha avuto un arresto cardiaco. Il cuore viene affidato a Cristina, che su consiglio di Richard, parla con il cuore, chiedendogli (Cristina parla al cuore al maschile) quale intervento debba inserire sulla sua lista. Henry ha assistito, dalla galleria, all'intervento come una sorta di giornata al lavoro con la moglie e questo lo porta a pensare di iniziare a studiare medicina, forse non pensando bene a quello a cui va incontro, come gli fa notare la moglie. Meredith e la Bailey si occupano della mamma di George O'Malley che è ricoverata per dei dolori addominali. Starà bene dopo un intervento eseguito da Meredith, durante il quale c'è una specie di tregua tra le due dottoresse. Al risveglio la signora O'Malley troverà Callie a tenerle la mano che le rivelerà di essere bisessuale, di aver sposato una donna e di avere una bambina. L'episodio si conclude con la mamma di George commossa dalle foto di Sofia e con Henry che sputa sangue al rientro di Teddy.
- Guest star: Debra Monk (Lousie O'Malley), Vedette Lim (Dr. Polly Preston), Scott Foley (Henry Burton), Alfre Woodard (Justine Campbell), Keong Sim (Dr. Park).
- Musiche: Shoot Me di Miss Li, Hold On dei MoZella, How Come You Never Go There di Feist, I Can't Get You Out Of My Mind di Miss Li, Where Do I Even Start? di Morgan Taylor Reid, Addicted di Morgan Page e Greg Laswell, Looking For You Again di Matthew Perryman Jones.
- Riferimento del titolo: si riferisce all'omonima canzone dei Nirvana.
- Ascolti USA: telespettatori 9.520.000[11]

## Buia era la notte
- Titolo originale: Dark Was The Night
- Diretto da: Allison Liddi-Brown
- Scritto da: Debora Cahn

### Trama
Meredith, Cristina e Alex sono da Joe, quando Meredith riceve la telefonata di Janet, l'assistente sociale. L'udienza è stata annullata. Ciò può significare due cose: che li adorano e gli riaffideranno Zola, o che li odiano e affideranno Zola a un'altra famiglia. Janet l'ha informata di non aver ricevuto la telefonata del "vi adorano" perciò le consiglia di pensare ad altro.
Henry è in ospedale. Owen, Miranda e Richard si prendono cura di lui. Richard dopo la TAC scopre che Henry ha un tumore al polmone, si propone di operarlo alla vecchia maniera perché la nuova non la conosce. Teddy così proporrà Cristina, purché non sappia chi è il paziente visto che potrebbe metterla in soggezione operare il marito del suo mentore. Durante l'operazione, che risulta difficoltosa per via di alcuni coaguli che ostruiscono la visuale, Richard è costretto ad aprire il torace di Henry, ma questo risulta inutile, il tumore ha corroso l'arteria polmonare, Richard inizia il massaggio cardiaco e dopo 20 minuti ne dichiara il decesso. Cristina, informata da Owen di quanto successo, si dispera.
Una donna che è stata operata da Callie e Avery alla schiena si sente male mentre esce dall'ospedale, ha una lacerazione al cuore e Teddy dovrà operarla d'urgenza, l'assistente è April. Durante l'operazione April sente qualcosa di strano ed estraendo la mano nota che il suo guanto è lacerato. Una vite, inserita da Avery, ha perforato il cuore. Owen va da Teddy per informarla della morte del marito, ma ci ripensa dopo che lei gli fa notare che ha ancora molto da fare per riparare il cuore. Owen decide perciò di non raccontarle niente.
Nel frattempo Meredith viene chiamata da Arizona per andare, insieme ad Alex, a prendere un neonato in un altro ospedale che non è in grado di curarlo; prima di partire riesce comunque a parlare con Derek riguardo alla chiamata di Janet (assistente sociale) e lui insiste per fare ricorso.
Arrivati al Bentley Hospital, Alex e Meredith trovano la bimba in gravi condizioni, lì non hanno il kit per intubare un neonato. Dovranno arrangiarsi con quello che gli suggerisce di usare Arizona al telefono. Inizia un tremendo temporale e durante il viaggio di ritorno l'ambulanza ha dei problemi, l'autista esorta Alex e Meredith a scendere perché sono in mezzo alla strada ed è molto pericoloso, ma non vogliono farlo perché significherebbe abbandonare la bambina a un terribile destino. Mentre parlano al telefono con Arizona, Derek e Mark su come poter scendere dall'ambulanza senza incubatrice, l'ambulanza viene colpita, sia Alex che Meredith sbattono la testa, ma stanno bene. Escono dall'ambulanza e trovano tre persone svenute a terra, presumibilmente i passeggeri dell'altro mezzo.
- Guest star: Scott Foley (Henry Burton), Dylan Bruno (Griffith Lewis), Scott Klace (Dr. Jordan Wagner).
- Musiche: That's Rock 'n' Roll dei Left Hand Smoke, She Went Quietly di Charlie Winston, Say Goodbye (I Won't Even) di Adaline.
- Riferimento del titolo: si riferisce alla canzone di Blind Willie Johnson
- Ascolti USA: telespettatori 11.290.000[12]

## All'improvviso
- Titolo originale: Suddenly
- Diretto da: Ron Underwood
- Scritto da: Stacy McKee

### Trama
Alex e Meredith si trovano ancora sul luogo dell'incidente che ha visto coinvolta un'intera famiglia, della quale resta illesa solo la figlia maggiore, Lily; Karev e la Grey riescono a prestare soccorso al padre, ai due fratelli di Lily e alla madre, mentre trovano già morta la nonna.
Nel frattempo al Seattle Grace i medici continuano a non dire nulla della morte di Henry a Teddy, considerato che lei sta operando a cuore aperto la paziente della Torres e di Avery.
Quando i feriti dell'incidente arrivano al Pronto Soccorso tutto lo staff si mette all'opera per salvarli, Webber e la Torres si occupano del padre, la Bailey e Meredith del fratello minore e Shepherd, Sloan e Lexie dell'altra sorella, che ha un pezzo di vetro nell'occhio, la madre, invece, morirà sotto gli occhi della figlia maggiore, Lily.
Durante l'operazione del fratello minore Ben fa notare alla dottoressa Bailey che il ragazzo soffre di ipertermia maligna, tale osservazione salverà la vita al ragazzo e la Bailey, successivamente, ringrazierà Ben.
Shepherd e Sloan decidono di chiedere aiuto alla fidanzata di quest'ultimo, la dottoressa Canner, per operare l'altra sorella all'occhio, l'intervento riesce con successo e alla fine la Canner riuscirà a conquistarsi persino la simpatia della piccola Grey.
Webber e la Torres operano il padre, ma alla fine dell'intervento quest'ultimo continua ad avere arresti cardiaci e vi è il rischio che non si risvegli.
Lily, ormai distrutta per la morte della madre e della nonna, decide di staccare la spina anche al padre perché non vuole vederlo soffrire e chiede a Meredith di poter essere lei ad avvertire i due fratelli minori della morte del resto della famiglia.
Teddy, nel frattempo, chiede che sia Christina ad aiutarla nell'intervento a cuore aperto e la Yang si troverà a dover ridere, scherzare e mentire alla sua mentore circa la morte di Henry; a fine operazione la Yang avverte Teddy della scomparsa del marito e quest'ultima si precipiterà in obitorio per dare "l'ultimo saluto" all'ormai morto marito.
L'ultima scena vede protagonisti Meredith e Derek che, stremati dai giorni precedenti e dalle 39 ore di veglia, attendono che venga portata loro la pizza a casa; quando il campanello suona Meredith rimane stupita davanti alla porta e chiama il marito e i due troveranno davanti a loro Janet, l'assistente sociale, con Zola che è stata definitivamente assegnata alla coppia.
- Guest star: Scott Foley (Henry Burton), Jason George (Dr. Ben Warren), Dylan Bruno (Griffith Lewis), Holley Fain (Dr. Julia Canner), Stella Maeve (Lilly).
- Musiche: The Same dei Mackintosh Braun, Pictures di Benjamin Francis Leftwich, Skin dei Zola Jesus, New York degli Snow Patrol.
- Riferimento del titolo: si riferisce alle canzoni: Suddenly, di Tony Braxton e a Suddenly di Ashley Tisdale.
- Ascolti USA: telespettatori 12.120.000[13]

## Momento magico
- Titolo originale: This Magic Moment
- Diretto da: Steve Robin
- Scritto da: Zoanne Clack

### Trama
L'intero staff del Seattle Grace Hospital è in tensione per il loro prossimo intervento: la separazione di due gemelle siamesi neonate. Hunt dirige le due squadre di chirurghi che dovranno separare le due bambine, ovvero la squadra rossa (guidata a sua volta da Arizona) addetta alla separazione delle parti legate delle due teste delle bambine e la squadra verde (guidata da Derek) addetta alla ricostruzione facciale di entrambe. Alex è tesissimo per l'intervento e durante ognuna delle prove che fa con delle bambole sbaglia qualcosa. Richard vorrebbe far parte dell'équipe dei chirurghi addetti all'intervento e per riuscire a entrarci sfrutta proprio Alex, quello che lui definisce "l'anello debole". Alex infatti si fa da parte durante la prima parte dell'intervento per paura di sbagliare e Richard lo rimpiazza. Nel frattempo Meredith è a operare un'appendice insieme a Bailey. Questo perché Bailey l'ha costretta ad aiutarla per evitare conversazioni personali con Ben Warren, anestesista del paziente e suo fidanzato. Contemporaneamente Teddy sta operando un uomo insieme ad April e durante tutta l'operazione fa continuare a ripetere a Cristina le varie fasi dell'operazione di Henry, prima che questo morisse. Intanto Derek e la squadra rossa terminano la separazione dei crani delle bambine e Richard riesce a convincere Alex a lasciargli anche la sua seconda parte d'intervento, chiamando quell'operazione il suo "momento magico", ovvero un momento che non rivivrà mai più in tutta la sua vita. Alex si lascia convincere e lo lascia operare, ma scopre poco dopo che è stato manipolato dallo stesso Richard. Nel frattempo Meredith e Bailey finiscono l'intervento ma si accorgono che manca una garza e si preoccupano pensando che possa essere rimasta all'interno del paziente. Si scoprirà poco dopo che in realtà era sotto la scarpa di Bailey e Meredith, frustrata dall'aver perso l'intervento sulle due gemelle, lascia la sala con Bailey e Warren dentro da soli. Anche Teddy e April hanno finito l'intervento e alla fine di questo Teddy capisce che la morte di Henry non è dovuta a uno sbaglio di Cristina e per questo la ringrazia. Pure l'operazione sulle gemelle termina positivamente, con Mark e Jackson che ricuciono la pelle delle bambine ora separate. Alex dopo l'intervento va a parlare con Richard e questo gli dice nonostante tutto dovrebbe aver imparato qualcosa: secondo Richard, infatti, Alex deve essere più sicuro di se stesso perché, se non si è duri con gli altri, questi lo saranno con te. L'episodio termina con Meredith e Derek a casa loro che vedono gioiosi Zola fare i suoi primi passi.
- Guest star: Jason George (Dr. Ben Warren), Holland Roden (Gretchen Shaw), Brendan Michael Coughlin (Mr. Evans).
- Musiche: Sparks di Adaline, Life Boat dei Early Morning Rebel, Tethered dei Sleeping At Last.
- Riferimento del titolo: si riferisce alle canzoni di Lou Reed, Drifters e Jay And The Americans.
- Ascolti USA: telespettatori 10.710.000[14]

## Speranza per chi non ha speranza
- Titolo originale: Hope for the Hopeless
- Diretto da: Mark Jackson
- Scritto da: Peter Nowalk

### Trama
Richard eseguirà la sua 10000ª operazione su una coppia di sorelle litigiose, che vengono al Seattle Grace per un trapianto di fegato. Derek e Lexie si occupano di un caso di neuroblastoma su un bambino ritenuto inoperabile; dovranno arrendersi all'evidenza e richiudere senza aver fatto nulla, mentendo al piccolo sul successo dell'intervento perché la madre crede, a torto, che lui non abbia capito di essere malato. Teddy e Cristina superano il limite quando vanno contro un ordine di Owen e rubano un caso affidato ad Alex e al dottor McQueen. Il fantasma di Ellis Grey torna nella vita di Meredith nel momento in cui quest'ultima è indecisa su quale specializzazione scegliere; tutti le consigliano chirurgia generale, dato che ha ottime mani come la madre. Adele viene portata all'ospedale dopo che è stata trovata a vagabondare per le strade della città, mandando Richard nello sconforto e facendolo rinunciare alla festa per la sua decimillesima operazione. La puntata si chiude con la festa di compleanno di Zola, tramutata da Meredith e Derek in una festa anche per Richard. Dopo aver passato tutta la giornata ad essere preso in giro da Callie ed Arizona su come sia ancora abbastanza distaccato con la propria nuova ragazza, Julia, Mark mette in chiaro che lo sta facendo perché non ha fretta: tutte le sue precedenti relazioni sono finite perché lui non ha saputo aspettare, quindi non compirà di nuovo lo stesso errore. Le due donne si mostrano molto colpite, perché finalmente il dottor Sloan sembra essere cresciuto. Quando anche il capo le consiglia chirurgia generale, Meredith esprime il proprio fastidio per essere continuamente paragonata alla madre, ma Richard la tranquillizza, perché Meredith è molto diversa dalla madre, quindi non dovrà mai temere di essere paragonata a lei. Durante la serata Owen e Cristina litigano pesantemente e lui la accusa di aver ucciso il loro bambino.
- Guest star: Loretta Devine (Adele Webber), Holley Fain (Dr. Julia Canner), Cheryl White (Signora Connors), Ryan Wynott (Wes Connors), Nia Vardalos (Karen), Peri Gilpin (Marcy).
- Musiche: Rock It dei Little Red, Good Intent di Kimbra, Black Sheep di Gin Wigmore, Afternoon dei Youth Lagoon, Easy To Love dei The Jezabels.
- Riferimento del titolo: si riferisce all'omonima canzone dei A Fine Frenzy.
- Ascolti USA: telespettatori 9.420.000[15]

## E se...
- Titolo originale: If/Then
- Diretto da: Rob Corn
- Scritto da: Tony Phelan e Joan Rater

### Trama
Come sarebbe stata la vita di tutti i dottori del Seattle Grace se la madre di Meredith fosse stata diversa? Se non si fosse mai ammalata di Alzheimer, se fosse stata migliore con sua figlia? Lei sarebbe diventata capo dell'ospedale, primario di chirurgia e moglie di Richard. Derek non avrebbe conosciuto Meredith la sua prima sera a Seattle; sarebbe rimasto con Addison e lei sarebbe rimasta incinta di Mark, proprio come successe nella realtà, decidendo però di tenere il bambino e fingere con Derek che fosse suo. Meredith si sarebbe fidanzata con Karev, diventato un nerd (rispetto al duro a cui si è abituati), che l'avrebbe tradita con April proprio dopo il loro fidanzamento, cosa che avrebbe causato la rottura del loro rapporto. Proprio per questo Meredith sarebbe andata al bar di Joe e lì avrebbe incontrato Derek, dimostrando ancora una volta che comunque vadano le cose sarebbero stati destinati a stare insieme. Christina sarebbe stata single e il terrore di tutti gli specializzandi, compresa Meredith, che l'avrebbe odiata ma con cui alla fine avrebbe legato. Il suo unico obiettivo sarebbe stato quello di dimostrare a tutti di essere la migliore attraverso la sua freddezza, anche se questa sarebbe stata solo apparente, dato che sarebbe stata invece molto sensibile e protettiva verso Owen, dopo una sua crisi piuttosto violenta. Si sarebbe vista così anche la loro propensione a stare insieme. Owen, invece, sarebbe stato sposato con Callie (che sarebbe diventata un cardiochirurgo) e padre di tre figli. Nonostante i continui episodi di stress post-traumatico dopo il rientro dall'Iraq, si sarebbe rifiutato di parlarne con la moglie e di andare in cura da uno psicologo (cosa che invece sarà disposto a fare per Cristina). Nel corso della puntata viene reso evidente che Callie si sarebbe interessata ad Arizona. Lexie, invece, sarebbe stata una tossicodipendente a causa del suicidio del padre, in seguito all'abbandono da parte di Ellis, non avrebbe conosciuto sua sorella (Meredith), ma sarebbe stata ricoverata al Seattle Grace dopo essere stata investita da Mark e operata da Meredith e Cristina che l'avrebbero salvata. La dott.ssa Bailey, originariamente soprannominata "la Nazista", sarebbe stata la vittima prediletta delle cattiverie e delle frecciatine di Ellis, e protetta di Richard. La puntata dimostra che, anche se il passato cambia, non è detto che il futuro non possa essere lo stesso, e che, se una cosa è destinata a essere, lo sarà nonostante qualunque ostacolo.
- Guest star: Kate Walsh (Dr. Addison Montgomery-Shepherd), Loretta Devine (Adele Webber), Robert Baker (Dr. Charles Percy), Kate Burton (Dr. Ellis Grey).
- Musiche: Ruby Blue di Róisín Murphy, Portions For Foxes dei Rilo Kiley, Into the Fire dei Thirteen Senses, Flowers Bloom dei High Highs, Fools In Love di Inara George, You Wouldn't Like Me di Tegan and Sara.
- Riferimento del titolo: si riferisce all'omonima canzone dei Ras Kass.
- Ascolti USA: telespettatori 9.710.000[16]

## Quello che ti serve è l'amore
- Titolo originale: All You Need Is Love
- Diretto da: Rob Corn
- Scritto da: Jeannine Renshaw

### Trama
È il giorno di San Valentino al Seattle Grace, e i medici sono alle prese con diversi casi, tra cui l'autista di un furgoncino che trasporta rose (di cui April si prende cura nonostante Owen le dica di buttarle) che sfonda la parete d'ingresso dell'ospedale a causa di un colpo di sonno, e una bambina che ha mangiato dei cioccolatini (regalo di un compagno di classe) a cui però era allergica. Lexie fa la babysitter a Zola, mentre Derek e Meredith cercano di passare una romantica notte d'amore. Mark fa lo stesso con Sofia, permettendo a Callie di organizzare una sorpresa alla moglie Arizona. Jackson va a trovare Mark per farsi aiutare a studiare per l'esame; a metà serata si presenta Lexie, che vorrebbe parlare a Sloan. I tre finiscono per mangiarsi una bistecca insieme. Nel frattempo Ben cerca di mostrare alla Bailey come lui la conosca bene: organizza per lei una cena, alla quale la Bailey è costretta ad arrivare irrimediabilmente in ritardo a causa dei mille impegni in ospedale. Quando ormai il giorno di San Valentino sta per finire Bailey trova Ben ad aspettarla vestito elegantemente: lei si scusa per l'estremo ritardo, ma lui dimostra di conoscerla bene e le mostra di aver organizzato la cena proprio lì, in ospedale. Quando Owen prova a chiedere a Teddy di uscire a bere, per tentare di risanare la loro amicizia, questa gli dice di odiarlo per non averle detto subito della morte di Henry, e che avrebbe preferito se lui fosse morto in Iraq. Tra Hunt e Cristina continua a non esserci dialogo. Richard si rende tristemente conto che durante la cena di S. Valentino Adele non lo riconosce più.
- Guest star: Jason George (Dr. Ben Warren), Matt Servitto (), Missy Yager (Terri), Mandy June Turpin (Karla), Dana Sorman (Sharon), Nate Mooney (Randy).
- Musiche: Palm Of Your Hand di Ingrid Michaelson, Closest I Get di Katie Herzig, Called Out In The Dark dei Snow Patrol.
- Riferimento del titolo: si riferisce all'omonima canzone dei Beatles.
- Ascolti USA: telespettatori 10.270.000[17]

## Mi hai visto ultimamente?
- Titolo originale: Have You Seen Me Lately?
- Diretto da: Tony Phelan
- Scritto da: Austin Guzman

### Trama
Amelia arriva al Seattle per supplicare Derek di aiutarla a salvare la vita di Erica. Intanto Alex capisce cosa gli manca per diventare davvero un bravo medico. Cristina e Owen sono nel pieno della loro crisi matrimoniale, principalmente dovuta al fatto che Owen non ha mai accettato l'aborto. Webber convince la Torres a valutare Meredith per scegliere a chi svelare il suo prezioso e personalissimo metodo di studio, che aiuterà uno degli specializzandi in vista del prossimo esame: Callie mette alla prova Meredith affidandole il caso di un uomo con il braccio in un tritacarne, a cui lei cercherà di salvare braccio e mano rivelandosi all'altezza della situazione. Avery salva insieme con Sloan la paziente della Bailey, dopo aver rimproverato quest'ultima e averla cacciata dalla sua sala operatoria.
- Guest star: Caterina Scorsone (Dr. Amelia Shepherd), Amanda Fuller (Dr. Morgan Peterson), Ellen Crawford (Carrie Reisler), Michael Carbonaro (Dominic Zicaro).
- Musiche: Origins dei Tennis, Change The Sheets di Kathleen Edwards, Boxer + Clover dei The Donnies The Amys.
- Riferimento del titolo: si riferisce all'omonima canzone dei Counting Crows.
- Ascolti USA: telespettatori 8.310.000[18]

## Facciamo tutto da soli
- Titolo originale: If Only You Were Lonely
- Diretto da: Susan Vaill
- Scritto da: Matt Byrne

### Trama
Le condizioni di Adele continuano a peggiorare e Richard incidentalmente si ustiona il braccio, così Meredith gli consiglia di far trasferire la moglie nel centro di cura dove era residente anche la madre, ma Richard vuole darle il meglio. Cristina crede che Owen la tradisca con un'infermiera, per il suo comportamento distaccato e per mezzo dei turni dell'infermiera. Tutti guardano Derek e Zola per la sua pettinatura ma Derek crede che ci sia qualcuno che pensi sia strano vedere un padre bianco e la figlia nera. Meredith continua a lavorare e studiare con la Torres, dimostrandosi sempre più all'altezza. Lexie si trasferisce in pediatria, dove sembra contenta ma poi afferma di non poter sopportare le condizioni di molti bambini. Il bambino di Morgan e Chris continua a subire interventi, ma Chris non crede nella sua sopravvivenza, così Morgan lo supplica di andarsene. Mark cerca una donna per Jackson, perché crede sia troppo stressato. In un momento di lucidità Adele, vedendo il braccio ustionato del marito, consiglia a quest'ultimo di mandarla in casa di cura e lui a malincuore accetta.
- Guest star: Loretta Devine (Adele Webber), Amanda Fuller (Dr. Morgan Peterson), Mitch Pileggi (Larry Jennings), Summer Glau (Emily Kovach), Gil McKinney (Chris), Scout Taylor-Compton (Angie), Austin Basis (Devin).
- Musiche: Help I'm Alive dei Metric, We Got It All dei Right the Stars, Cicadas and Gulls di Feist, Terrible Love di Birdy.
- Riferimento del titolo: si riferisce all'omonima canzone dei Replacements.
- Ascolti USA: telespettatori 9.060.000[19]

## Un passo di troppo
- Titolo originale: One Step Too Far
- Diretto da: Ed Ornelas
- Scritto da: William Harper

### Trama
Derek incoraggia Meredith, sebbene sia esitante, a tornare a lavorare con lui in Neurochirurgia; Alex ha passato la notte con Morgan ripassando per l'esame nel tentativo di distrarla e aiutarla a superare il momento difficile a causa delle cattive condizioni del figlio; intanto, la madre di Jackson, Catherine Avery, arriva al Seattle Grace per un'operazione di urologia e flirta per tutto il giorno con Richard. Catherine ha portato con sé anche una sua specializzanda che vorrebbe iniziare l'anno dopo come medico del Seattle. Jackson starà con lei per l'intera giornata. Cristina, che segue un caso di un uomo senza più la minima attività cerebrale e il cui marito deve firmare per staccare la spina, è sempre più sospettosa di una relazione tra l'infermiera e suo marito Owen. Meredith e Lexie si ritrovano a operare insieme una donna ma, visto che Derek è nell'altra sala con Alex, la Altman e la Robbins per operare il bambino prematuro di Morgan, compiono un errore che toglierà per sempre alla donna la possibilità di parlare. Alla fine della giornata, Alex cerca di negare il fatto che Morgan si stia innamorando di lui, Meredith e Derek capiscono che si danneggiano a vicenda lavorando insieme, Jackson e la specializzanda Mara passano la notte insieme, Catherine Avery scopre della situazione di Adele e lascia che Richard torni a casa, Owen dice a Cristina che non l'ha tradita con l'infermiera Emily, ma l'ha comunque tradita con qualcun'altra.
- Guest star: Debbie Allen (Dr. Catherine Avery), Summer Glau (Emily Kovach), Amanda Fuller (Dr. Morgan Peterson), James Avery (Sam), Rebecca Hazlewood (Dr. Mara Keaton).
- Musiche: Stone In My Heart dei Graffiti6, Shuffle A Dream dei Little Dragon, No Way dei The Naked and Famous, This Man dei Graffiti6, Lick The Palm Of The Burning Handshake di Zola Jesus.
- Riferimento del titolo: si riferisce all'omonima canzone di Dido.
- Ascolti USA: telespettatori 9.620.000[20]

## Il leone si è addormentato
- Titolo originale: The Lion Sleeps Tonight
- Diretto da: Mark Jackson
- Scritto da: Stacy McKee

### Trama
Derek e Meredith sono in auto con Zola, parlano della nuova casa e Meredith non sembra molto interessata ai lavori di costruzione, a un semaforo un leone attraversa loro la strada. I problemi di comunicazione tra Cristina e Owen continuano, mentre la Altman va a un incontro di mutuo-aiuto per donne vedove, ma si comporta cinicamente, ridendo e rispondendo senza tatto alle altre donne presenti. Lexie ascolta una conversazione tra Derek e Mark in ascensore durante la quale Mark sembra intenzionato a fare sul serio con la nuova fiamma Julia, e ne rimane sconvolta. Nel frattempo arrivano al pronto soccorso due vittime del leone, un uomo preoccupato per la sua fidanzata, mentre la donna è preoccupata per il leone che lei ha allevato come un animale domestico. L'Altman, Cristina, Arizona e Callie vengono interrotte da un'infermiera che vuole salutare tutte loro dato che è il suo ultimo giorno di lavoro all'ospedale, si sofferma in un lungo abbraccio con Arizona e Callie scopre che quell'infermiera (e molte altre) sono delle ex di Arizona, inizia così a fare un confronto tra le sue poche relazioni passate e le molte relazioni avute da sua moglie. Alex chiede ad Arizona di essere spostato dal caso di Morgan perché la loro amicizia sta diventando più "impegnativa" del previsto. Owen confessa a Meredith di aver tradito Cristina, convinto che lei ne fosse già al corrente, Meredith gli chiede di non accennare mai più alla cosa, e dice che lei farà finta di non saperne niente dato che non è stata Cristina a parlargliene. Derek affida a Lexie il suo primo intervento, lei sembra preparata anche se continua a mescolare vita professionale a conversazioni private, durante l'intervento Derek è costretto a riprendere il comando della situazione dato che Lexie non sembra abbastanza concentrata, e per aiutarla le dice di farsi avanti con Mark se vuole ottenere qualcosa. Il bambino di Morgan inizia a peggiorare e lei continua a cercare Alex al telefonino ma lui impegnato in altri casi non le risponde, alla fine lui l'affronterà dicendole che deve iniziare a prendersi le sue responsabilità come madre e prendere le sue decisioni da sola. Meredith va a parlare con Cristina, impegnata in laboratorio per una ricerca sulle staminali, non riesce a farsi raccontare niente ma a modo loro sono vicine. L'Altman riesce in un intervento miracoloso su un anziano paziente, ma quando va a informare della buona notizia la moglie di lui, la trova morta in sala d'attesa. I due pazienti feriti dal leone si salvano ma finiscono col lasciarsi perché la donna è più preoccupata della fine del leone che delle ferite del suo compagno. Mark fa riflettere Callie sulla sua gelosia e sul fatto che Arizona è costretta a convivere col fatto che lui e Callie hanno avuto una bambina e ciononostante per amore ha accettato una difficile situazione di convivenza a 3.  Alex alla fine è obbligato a parlare chiaro a Morgan: lui è il suo medico, non il suo fidanzato quindi non può decidere per lei. Morgan allora chiede che lui sia sollevato dal caso di Tommy, ma Arizona si complimenta con Alex per questo, perché da lì in avanti Morgan dovrà prendere decisioni molto difficili e grazie a lui ora sta imparando a cavarsela da sola. Infine: Callie e Arizona si riappacificano con un rapporto sessuale; la Bailey consola Owen dicendogli che l'aver fatto una cosa orribile non lo rende una persona orribile; Teddy, affrontando il lutto del suo paziente, riesce finalmente a dire a sé stessa di essere una vedova e a piangere per questo; Lexie, nonostante ne abbia l'occasione, non riesce a dire niente a Mark; Meredith chiede a Derek di promettere che non la tradirà mai, mentre Cristina reagisce finalmente alla confessione di Owen e all'improvviso, mentre sono a tavola, gli rovescia addosso il suo latte e cereali.
- Guest star: Elizabeth Franz (Emma Carroll), Rance Howard (Martin Carroll), Amanda Fuller (Dr. Morgan Peterson), Danny Strong (Paul).
- Musiche: What Have I Done di Anna Ternheim, Wax dei Theme Park, Amongster dei Polica, Are You Sleeping dei Winterpills, The Weight Of Love di Snow Patrol.
- Riferimento del titolo: si riferisce all'omonima canzone dei The Tokens.
- Ascolti USA: telespettatori 8.190.000[21]

## Apparati vitali
- Titolo originale: Support System
- Diretto da: Allison Liddi-Brown
- Scritto da: Heather Mitchell

### Trama
Cristina chiede a Owen di confessare i dettagli del suo tradimento, mentre entrambi con la scusa dell'influenza si assentano dal lavoro. Nel frattempo al Seattle Grace Mark sostituisce Owen, con la sorpresa di tutti i suoi colleghi. Mark prende seriamente il suo ruolo momentaneo e per gestire al meglio il caso di un uomo che deve subire un trapianto di fegato ne discute con Richard. Intanto Callie e Meredith fanno la loro solita passeggiata per preparare quest'ultima in vista degli esami e con grande sorpresa si sente dire che ormai è pronta e che non ci sarà più bisogno di studiare insieme. In ospedale Alex, Jackson e April parlano del fatto che Cristina molto probabilmente, per la sua situazione sentimentale, non riuscirà a passare gli esami e Meredith sentendoli dice loro che invece sta benissimo e che riuscirà a passare l'esame. Preoccupata per l'amica cerca di contattarla ma non le risponde. Owen inizia a raccontare a Cristina come sono andate le cose. Arizona e Callie organizzano una serata tra donne con Teddy, per farla svagare dopo la morte del marito ma rendendosi conto che hanno prenotato in un locale romantico temono che lei non la possa prendere molto bene, così per non farla sentire come il terzo incomodo chiedono alla Bailey di passare la serata con loro. La Bailey inizialmente si rifiuta perché vorrebbe passare la serata con Ben e fa così venire dei dubbi anche a Callie e Arizona. Dopo varie discussioni decidono per una cena veloce dopo la quale torneranno a casa. Quando ormai Owen ha finito di raccontare tutto Cristina è incredula e decidono che uno dei due deve andarsene. Owen se ne va e Cristina contatta Meredith che le chiede cosa sia successo o di parlarle se ne ha voglia. Non volendo parlare della situazione interrompe la telefonata. La cena tra donne viene modificata e si ritrovano tutte a casa di Callie e di Arizona, sperando che la serata si concluda in fretta ma Teddy arriva con diversi film e tutte si rassegnano a dover passare la serata insieme. Meredith decide di condividere il metodo di Callie con gli altri e, quando sono tutti in salotto a studiare, suona il campanello: è Cristina.
- Guest star: René Auberjonois (Neil Sheridan), Jason George (Dr. Ben Warren), Alexis Carra (Amante di Owen).
- Musiche: Tonya dei Calahan, Winter Ghosts dei JBM, Youth dei Daughter, All Alright dei Fun..
- Riferimento del titolo: si riferisce all'omonima canzone di Liz Phair.
- Ascolti USA: telespettatori 8.850.000[22]

## La ragazza senza nome
- Titolo originale: The Girl with No Name
- Diretto da: Ron Underwood
- Scritto da: Peter Nowalk

### Trama
All'ospedale arriva una ragazza dall'identità sconosciuta, che si rivela essere stata la protagonista di un caso di rapimento di interesse nazionale e, dopo aver detto a dei poliziotti il nome del rapitore, viene operata da Callie per una frattura pregressa curata male. Più tardi, si scoprirà che l'assestamento sbagliato del suo bacino era dato dal fatto che in precedenza aveva partorito un bambino. I genitori vengono a sapere che la ragazza era in ospedale e, una volta guarita, la portano a casa. Gli specializzandi cominciano a fare colloqui di lavoro per potenziali ruoli da strutturati in vari ospedali e Cristina risulta essere la più richiesta. Richard quando va a far visita ad Adele, al Rose Ridge, scopre che la moglie va a letto con un altro malato di Alzheimer. Inizialmente furioso, poi deve rassegnarsi al fatto che la moglie sia felice con un altro uomo.
- Guest star: Loretta Devine (Adele Webber), Lorraine Toussaint (Dr. Fincher), Vanessa Marano (Holly Wheeler), Stacy Edwards (Kathleen Wheeler), Frank Wood (Frank Wheeler).
- Musiche: Old Mythologies dei The Barr Brothers, Repatriated dei Handsome Furs, Shame on You di Mariah McManus, Sorrow dei The National.
- Riferimento del titolo: si riferisce all'omonima canzone dei The Byrds.
- Ascolti USA: telespettatori 9.820.000[23]

## Il momento della verità
- Titolo originale: Moment of Truth
- Diretto da: Chandra Wilson
- Scritto da: Zakiyyah Alexander

### Trama
Gli specializzandi si preparano a partire per San Francisco per sostenere l'esame finale. Mentre si accingono a partire per l'aeroporto con la navetta, April è in preda a una delle sue solite crisi di panico ed è confortata e motivata da Owen, Jackson è aiutato da Sloan, invece Cristina, che ignora Owen, è spronata dalla Altman. Gli unici due a fare ritardo sono Meredith e Alex Karev, la prima preoccupata per un virus intestinale della figlia, e il secondo preoccupato per il bambino di Morgan, che sembra abbia avuto una brutta crisi forse irreparabile. Alla fine anche loro due partono, tra l'eccitazione generale, mentre Owen, amareggiato, guarda Cristina partire senza averla salutata. Sloan chiede aiuto a Lexie per un caso, senza rendersi conto che lei è ancora innamorata di lui, ma lei rifiuta di aiutarlo. Nel frattempo al Seattle Grace Mercy West arriva un ragazzo vittima di un incidente d'auto che versa in gravi condizioni, e i chirurghi si apprestano a operarlo. Gli specializzandi arrivano a San Francisco nell'hotel che li ospiterà e a ognuno le cose non vanno meglio: April conosce subito il ragazzo a cui ha soffiato il posto di lavoro ed è sempre più ansiosa, Meredith si accorge di aver contratto l'influenza intestinale da Zola, Jackson scopre che la madre è una degli esaminatori per urologia, e Alex, avendo saputo che il piccolo Tommy deve essere operato, ritorna a Seattle. Meredith finge di stare bene per non far preoccupare Derek, mentre al Seattle Grace l'operazione crea contrasti tra la Altman e Owen, che in realtà nascondono la loro ostilità personale mentre Sloan continua a parlare tranquillamente con Lexie, ignorando i suoi sentimenti. La Robbins fa capire a Karev che ormai non c'è più modo di salvare il piccolo Tommy, e l'ansia di April aumenta sempre di più. Mentre è a cena con Jackson, i due capitano in una rissa con il ragazzo che odia April e sono fermati da Webber che arriva proprio in quel momento. Proprio Webber incontra la madre di Jackson e vanno a letto insieme, mentre April, nell'eccitazione del momento, decide di perdere la sua verginità con Jackson e fra i due c'è una notte di passione, anche se lui non si ferma a dormire nella sua camera. Cristina e Meredith passano la notte a parlare separate da una porta, e Cristina confida a Meredith il tradimento di Owen ed è spinta da quest'ultima a lasciarlo. Nel frattempo Alex, a Seattle, resta vicino a Morgan mentre il suo bambino muore. La dottoressa Bailey convince la Altman a chiarirsi con Owen, in quanto quest'ultimo sta passando un brutto momento, e lei non può continuare a incolparlo per una colpa che non ha, quindi lei alla fine comprende la situazione e gli dà notizie di Cristina. Lexie torna a casa da Derek e scoppia a piangere perché non riesce a esprimere i suoi sentimenti a Sloan. La mattina dell'esame, Cristina aiuta Meredith a sconfiggere il virus, April è distrutta perché si pente della notte passata con Jackson, e la Robbins convince Karev a raggiungere San Francisco, ma a quanto pare, lui non arriva in tempo.
- Guest star: Debbie Allen (Dr. Catherine Avery), Amanda Fuller (Dr. Morgan Peterson), Kari Coleman (Madre), Thad Luckinbill (Kevin Banks).
- Musiche: The Sun dei The Naked and Famous, Old Mythologies dei The Barr Brothers, Repatriated dei Handsome Furs, This Head I Hold dei Electric Guest, Illusion dei Poor Moon, All Or Nothing di Au Revoir Simone, Lakehouse dei Of Monsters and Men, 80 Miles dei Washington, Young Blood di Birdy.
- Riferimento del titolo: si riferisce all'omonima canzone degli Fm Static.
- Ascolti USA: telespettatori 9.450.000[24]

## Lascia passare i brutti momenti
- Titolo originale: Let the Bad Times Roll
- Diretto da: Kevin McKidd
- Scritto da: Matt Byrne

### Trama
Gli specializzandi sono alle prese con i loro esami. Meredith sostiene l'esame continuando a vomitare a causa dell'influenza, Karev arriva appena in tempo per sostenere la seconda parte dell'esame, che dovrà superare assieme alla terza per passare, Cristina va bene, anche se il suo esaminatore la trova ostile mentre April e Jackson durante i loro esami sono parecchio nervosi anche se poi riescono a incoraggiarsi a vicenda. Intanto a Seattle Lexie finalmente confessa i suoi sentimenti a Mark.
Gli specializzandi passano tutti tranne April.
- Guest star: Debbie Allen (Dr. Catherine Avery), William Daniels (Esaminatore di Christina), Holley Fain (Dr. Julia Canner), Jordan Belfi (Nick), Cynthia Watros (Mrs. Connor), David DeLuise (Charlie Connor), Jane Daly (Esaminatore Meredith), Tom Everett (Esaminatore Avery), Ron Bottitta (Esaminatore Alex), David Pevsner (altro esaminatore di Alex), Jim Lau (Altro esaminatore Meredith), Jill Remez (Esaminatore April).
- Musiche: Bells dei The Naked and Famous, Sirius di Congorock e Alle Benassi, Sky Blue di Alex Silverman, City Boy di White Arrows, Don't You Give Up On Me di Milo Greene.
- Riferimento del titolo: si riferisce all'omonima canzone di Paul Westerberg e dei The Vandals.
- Ascolti USA: telespettatori 9.240.000[25]

## La grande migrazione
- Titolo originale: Migration
- Diretto da: Stephen Cragg
- Scritto da: Mark Wilding, Jenna Bans

### Trama
È il momento per i dottori del Seattle Grace Hospital di decidere in quale ospedale continuare la loro carriera. Tutti sono molto combattuti: Meredith non si vuole muovere da Seattle ma alla fine sceglierà di partire per Boston insieme a Derek, al quale è stato chiesto di trovare una cura per l'Alzheimer; Cristina è molto combattuta per via del matrimonio con Owen, ma alla fine decide di partire; Karev, che inizialmente sembrava l'unico a voler rimanere al Seattle Hospital, alla fine accetterà l'offerta dell'ospedale Hopkins, suscitando l'ira della Robbins. L'unico di cui non si capisce il futuro è Avery, che non riesce a trovare un ospedale in cui non percepisca la sensazione di volerlo sfruttare per ottenere il favore del suo famoso nonno.
Dottorandi e strutturati del Seattle Grace Hospital vengono scelti per aiutare in un complicato intervento in un ospedale di Boise. Nel corso del viaggio l'aereo precipita, e la puntata si chiude con un'inquadratura di Meredith che giace al suolo svenuta.
- Guest star: Jason George (Dr. Ben Warren), Jordan Belfi (Nick).
- Musiche: Sexy and I Know it dei LMFAO, Graveyard di Feist, Stone Of Suffering dei Get Set Go, Lightsick di Zola Jesus.
- Riferimento del titolo: si riferisce all'omonima canzone di Jimmy Buffett.
- Ascolti USA: telespettatori 9.820.000[26]

## Distacchi
- Titolo originale: Flight
- Diretto da: Rob Corn
- Scritto da: Shonda Rhimes

### Trama
L'aereo che trasportava i medici precipita in una zona boscosa e sperduta. Cristina, Meredith e Mark sono gli unici in grado di muoversi per aiutare gli altri; ad Arizona è uscito un osso della gamba sinistra, Derek ha una mano incastrata in un pezzo d'ala e Lexie è schiacciata da un rottame dell'aereo che si è staccato nell'impatto.
Durante l'episodio, Lexie muore tra le mani di Mark che le confessa il suo amore dicendole di resistere perché vuole sposarla e avere dei figli con lei. Derek, per liberarsi la mano se la spacca con un sasso e in seguito verrà trovato e curato da Meredith e Cristina. Mark rimane immobile stringendo la mano di Lexie ma in realtà è diventato incosciente a causa di un trauma emorragico al petto. Cristina, Meredith e Derek riescono a salvargli la vita praticando un'operazione chirurgica con mezzi di fortuna trovati tra le macerie. Nel frattempo al Seattle Grace, dove tutti sono ancora ignari della disgrazia, Owen ha una discussione con Teddy in sala operatoria. Teddy gli spiega che le viene proposta un'ottima offerta e ha scelto di rifiutarla per restare al Seattle Grace, perché è lì che ha perso il marito, e sapendo cosa si prova vuole restare vicina a Owen che sta invece "perdendo" sua moglie. Tuttavia Owen la licenzia per lasciarla andare: i due si salutano con un profondo abbraccio. Infine Meredith e tutti gli altri, dopo aver sprecato l'ultimo fiammifero, si addormentano insieme rischiando così di morire assiderati o di andare in coma durante il sonno.
- Guest star: James LeGros (Jerry), Jason George (Dr. Ben Warren).
- Musiche: Featherstone dei The Paper Kites.
- Riferimento del titolo: si riferisce all'omonima canzone di Sutton Foster.
- Ascolti USA: telespettatori 11.440.000[27]